# Parafia Świętych Cyryla i Metodego w Katowicach
Parafia Świętych Cyryla i Metodego – rzymskokatolicka parafia znajdująca się w Katowicach, w dzielnicy Załęska Hałda-Brynów. Parafia należy do archidiecezji katowickiej i dekanatu Katowice-Załęże.
Parafia liczy 638 wiernych, a kościół parafialny znajduje się przy ul. Bocheńskiego 147.
Znajduje się ona w zachodniej części Katowic obejmuje ona swoim zasięgiem południową część Załęskiej Hałdy.

## Historia

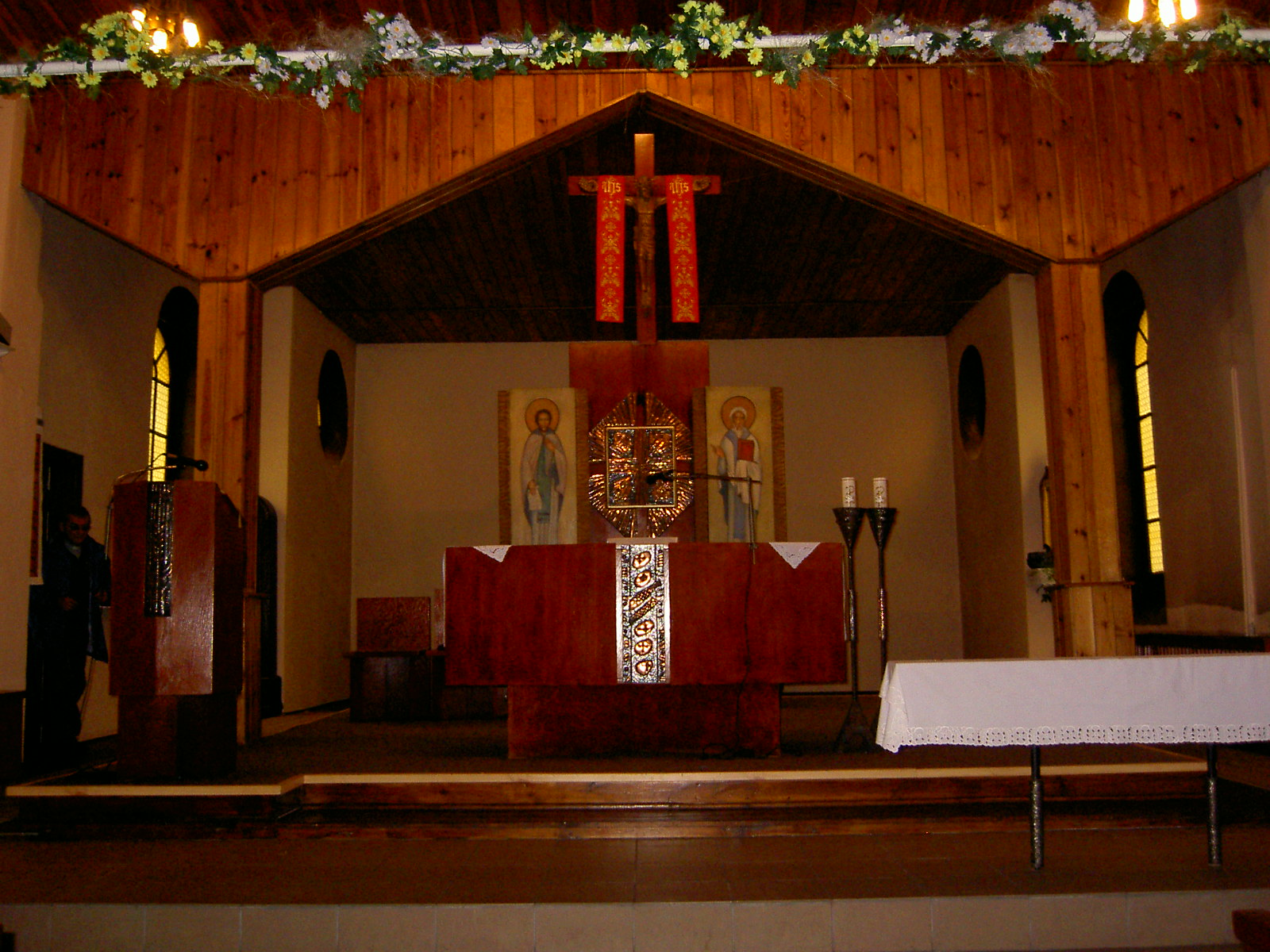
Wnętrze kościoła

Początkowo wierni z Załęskiej Hałdy uczęszczali do kościoła św. Józefa na Załężu, do którego przynależeli. W 1936 r. księża z parafii św. Józefa w Załężu rozpoczęli dojeżdżać do Załęskiej Hałdy na niedzielną Msze św. w salce Güntera, którą wynajął proboszcz z Załęża ks. Józef Kubis. Od tego też roku datuje się patronat kaplicy: świętych Cyryla i Metodego. Dawna kaplica została po wojnie zamieniona na dom mieszkalny, a obecny kościół powstał po adaptacji budynku cegielni. Aktu poświęcenia dokonał 11 września 1945 r. biskup Stanisław Adamski. Tymczasowy kościół rozbudowano w latach 1956–1984. Po wojnie warunki pracy duszpasterskiej uległy zmianie – stały się wręcz misyjne ze względu na wielką grupę Polaków, którzy wrócili do kraju z Francji i osiedlili się na terenie Załęskiej Hałdy. Większość z nich zamieszkała w domkach fińskich, w miejsce których pod koniec lat 70. w miejsce domków fińskich wybudowano Osiedle Witosa.

## Kościół
Kościół powstał w 1945 r. w budynku dawnej cegielni. Głównymi architektami kościoła byli pierwsi proboszczowie (ks. Marian Głazek i ks. Zygmunt Bauer). Obrazy św. Cyryla i Metodego są dziełem artysty Kołodziejczyka z Chorzowa. Współczesny wystrój wnętrza pochodzi z 1984 r. Jedynym godnym uwagi zabytkiem w tej części Katowic jest przydrożny krzyż z 1891 r., ufundowany za dobrowolne składki gminy Załęskiej Hałdy. 
Z parafii pochodził arcybiskup Stanisław Szymecki, były metropolita białostocki. Obecny wystój pochodzi z lat 80. XX w. i zawdzięcza go ks. proboszczowi Brunonowi Franielczykowi.

## Duszpasterze
- ks. Teodor Lichota, lokalista 1942−1943
- ks. Stefan Śmigielski OMI, lokalista 1943−1945
- ks. Julian Maruszewski, lokalista 1945
- ks. Marian Gazek, kuratus 1945−1949
- ks. Zygmunt Bauer, administrator 1949−1959
- ks. Karol Machnik, kuratus 1959−1979
- ks. Brunon Franielczyk 1979−1982
- ks. Ryszard Anczok 1982−1984
- ks. Tadeusz Jaskółka 1984−1990
- ks. Adam Zowada 1990−1991
- ks. Michał Matejczyk, administrator 1991−1992
- ks. Henryk Białas, administrator 1992–1993, proboszcz 1993–2011
- ks. Adam Kępowicz, proboszcz 2011–2024[3]
- ks. Maciej Kuś, administrator ex currendo od 2024[3]